# Jean-Marc Foussat
Jean-Marc Foussat (* 19. März 1955 in Oran) ist ein französischer Komponist und Improvisationsmusiker (Gitarre, Piano, Live-Elektronik).

## Leben und Wirken
Foussat gehörte seit der Mitte der 1970er Jahre zu Gruppen wie Lézard Marçio, in denen er noch mit Magnetbändern Sounds der konkreten Musik einbrachte. 1981 stellte er sein erstes Soloalbum Abattage fertig, das 1983 veröffentlicht wurde. Im Ensemble Marteau Rouge (mit dem Gitarristen Jean-François Pauvros und dem Schlagzeuger Makoto Sato) arbeitete er auch mit Evan Parker zusammen. Gemeinsam mit dem Saxophonisten Sylvain Guérineau bildete er das Duo Aliquid, das auch mit Joe McPhee auftrat (Quod, 2014). Neben Soloprogrammen spielte er auch mit Noël Akchoté/Roger Turner, Samuel Blaser, Émilie Lesbros, Jean-Luc Cappozzo, Sophie Agnel, Daunik Lazro sowie zahlreichen weiteren Musikern und nahm zudem mit dem Fortuna 21 Octet von Raymond Boni und dem Departement d’education psychique auf.

## Diskographische Hinweise
- Nouvelles (Potlatch 2001)
- J-M. Foussat/S. Guérineau Aliquid (Leo Records 2009)
- Noël Akchoté/Jean-Marc Foussat/Roger Turner Acid Rain (Ayler Records 2012)
- Jean-Marc Foussat & Ramón López Ça Barbare, Là! (Fou Records 2013)
- Raymond Boni / Jean Marc Foussat / Joe McPhee: The Paris Concert (KYE Records, 2016)
- Quentin Rollet, Jean-Marc Foussat, Christian Rollet: Entrée des Puys de grêle (Bisou Records, 2018)
- João Camões / Jean-Luc Cappozzo / Jean-Marc Foussat: Autres Paysages (Clean Feed, 2018)
- Jean-Marc Foussat / Daunik Lazro / Evan Parker: Café Oto 2020 (Fou, 2020)
- Marteau Rouge: Jean-Marc Foussat / Jean-François Pauvros / Makoto Satō & Evan Parker: Gift (Fou, 2023)
- Anne Foucher & Jean-Marc Foussat: Chair Ça (Fou, 2024)